# Pinsaguel
Pinsaguel – miejscowość i gmina we Francji, w regionie Oksytania, w departamencie Górna Garonna.
Według danych na rok 1990 gminę zamieszkiwały 2 603 osoby, a gęstość zaludnienia wynosiła 501 osób/km² (wśród 3020 gmin regionu Midi-Pyrénées Pinsaguel plasuje się na 132. miejscu pod względem liczby ludności, natomiast pod względem powierzchni na miejscu 1472.).